# Johannes-Frederik-Klasse
Die Johannes-Frederik-Klasse ist eine Serie von sieben RIB-Rettungsbooten für die Seenotrettung der niederländischen Seenotrettungsgesellschaft KNRM (Koninklijke Nederlandse Redding Maatschappij), die ab 1988 in Dienst gestellt worden ist. RIB ist die Abkürzung für den englischen Begriff Rigid Inflatable Boat und bezeichnet damit ein Festrumpfschlauchboot. Der Bootstyp zeichnet sich durch eine hohe erreichbare Geschwindigkeit aus und ist als Selbstaufrichter nahezu unsinkbar. 

## Entwicklung
In den 1970er-Jahren startete die damalige Zuid (Vorgängerin der KNRM) die Entwicklung, um die alten Hafenrettungsboote der Carlot-Klasse (z. B. JOHANNA LOUISA) zu ersetzen. Mit ihren schweren Stahlrümpfen und den zwei Dieselmotoren von jeweils 140 PS erreichten diese Boote nur eine Geschwindigkeit von 11 Knoten. Damit dauerte es zu lange, um Schiffe in Notsituationen in angemessener Zeit auf See zu erreichen. Auch das vermehrte Aufkommen von schnellen Sportbooten und die fortschreitende Technologie im Bootsbau machten die alten Schiffe nicht mehr zeitgemäß. Mit ganz neuem Design sollte ein ganz neuer Bootstyp als Allwetter-Rettungsboot konzipiert werden. Als Forderungen waren umzusetzen:
- hohe Seetüchtigkeit
- gute Manövrierfähigkeit
- geringer Tiefgang
- hohe Geschwindigkeit
- Selbstaufrichtung
- größtmögliche Sicherheit für die Besatzung

Vorbild war der Prototyp der Medina-Class, den die englische Seenotrettungsgesellschaft RNLI (Royal National Lifeboat Institution) ab 1980 aus den Atlantic-21-Booten entwickelt hatte. Die Zuid ließ danach ein ähnliches Boot mit Namen KONINGIN BEATRIX bauen und setzte es auf ihrer Station in Noordland-Burghsluis ein. Mit der Fusion der beiden Organisationen Noord und Zuid entwickelte die KNRM aus diesem Prototyp die neue Johannes-Fredrik-Klasse. Nach einem Zwischenaufenthalt in der Reserveflotte wechselte das Boot auf die Station in Urk, wo sie 2008 außer Dienst genommen wurde.
Wie der Prototyp ist die Johannes-Fredrik-Klasse ein Festrumpfschlauchboot (RIB) mit Aluminiumrumpf und geschlossenem Decksaufbau. Der umlaufenden Gummiwulst macht das RIB-Boot fast unsinkbar und es kann auch in schwerer See gefahren werden. Dabei dient der Gummiwulst auch als Fender, um bei höheren Fahrtstufen und unter erschwerten Bedingungen bei Havaristen längsseits zu gehen. Im Kenterfall kann es sich selbst aufrichten, da der Decksaufbau einen geschlossenen Hohlkörper bildet, der durch die tief liegenden Motoren und die im Boden befindlichen Tanks immer nach oben strebt. Anfänglich waren luftgekühlte Dieselmotoren von Deutz als Antrieb vorgesehen, die mit einem Wasserstrahlantrieb von KaMeWa verbunden waren. Technische Probleme machten einen Wechsel auf MAN-Motoren mit Waterjets von Hamilton notwendig. Zwei Dieselmotoren von jeweils 680 PS ermöglichen eine Höchstgeschwindigkeit von 34 Knoten und erlauben stets vor den Wellen zu fahren. Das 14,40 Meter lange Schiff besitzt einen Tiefgang von 0,75 Meter und wird von einer vierköpfigen Besatzung gefahren. Im Rettungsfall bietet es 75 Personen Platz. Im Wasser treibende Schiffbrüchige können über eine absenkbare Klappe im Heck leicht an Bord genommen werden. Dabei ist der Wasserstrahlantrieb von Vorteil, da dieser keine beweglichen Teile im Wasser aufweist.
Das erste Boot der Johannes-Frederik-Klasse konnte im Jahr 1988 in Dienst gestellt werden. Bis 1997 wurden von diesem Typ acht Boote bei Aluboot in Hindeloopen gebaut. Nach dem Bau der JOHANNES FREDERIK und der PRINSES MAGRIET erhielten die Boote am hinteren Ende des Steuerhauses einen erhöhten Außenfahrstand, den auch die Arie-Visser-Klasse aufweist. Ab 1996 wurde das Steuerhaus dem der Arie-Visser-Klasse angepasst, das einen Versatz in den seitlichen Fenstern aufweist (GRAAF VAN BYLANDT, KAPITAEINS HAZEWINKEL, DORUS RIJKERS). Der Rumpf wurde etwas verlängert und optimiert, um ein besseres Fahrverhalten zu erhalten, und für eine größere Reichweite wurden größere Tanks eingebaut.

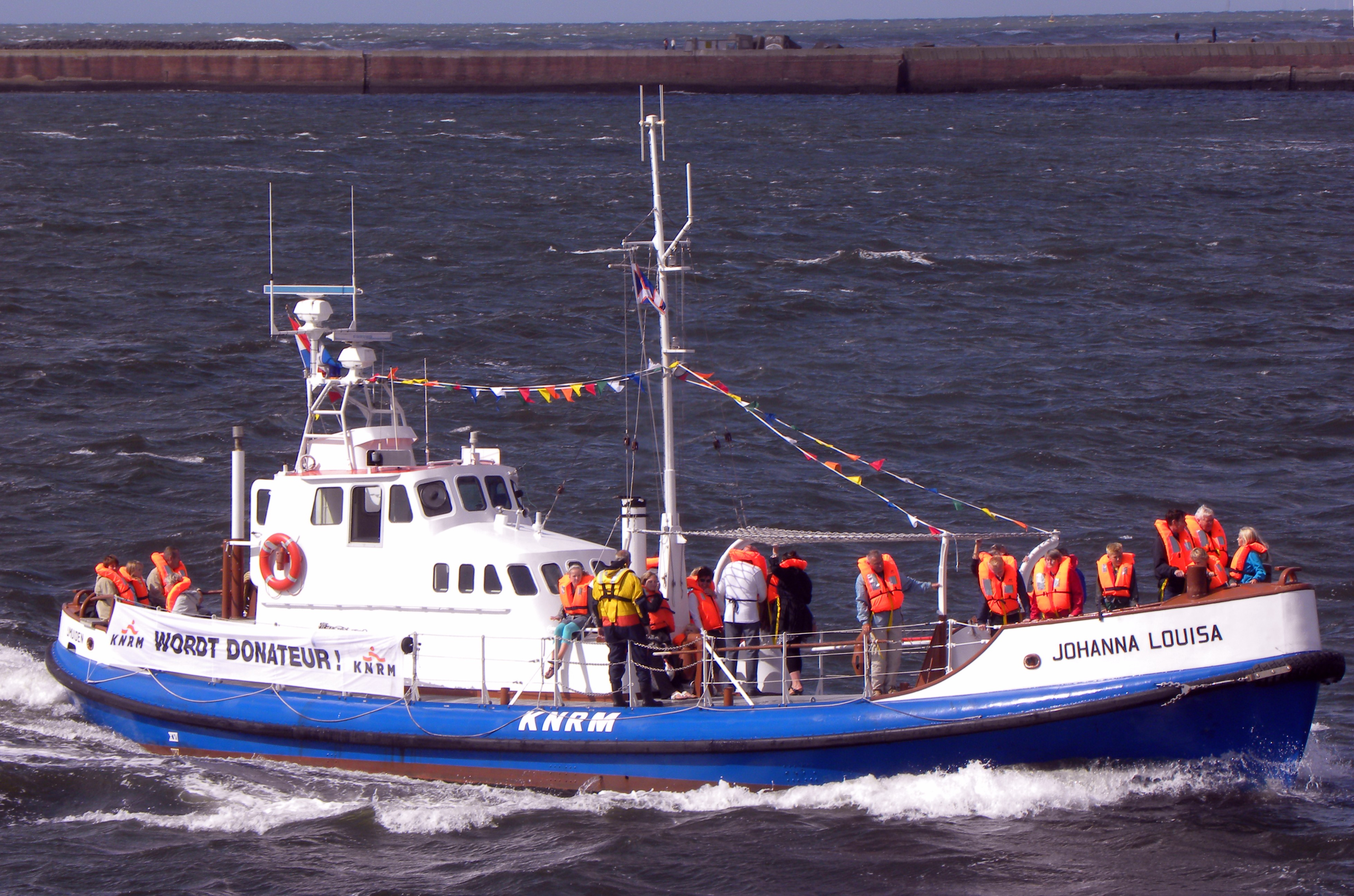
Die JOHANNA LOUISA, eines der älteren Hafenrettungsboote

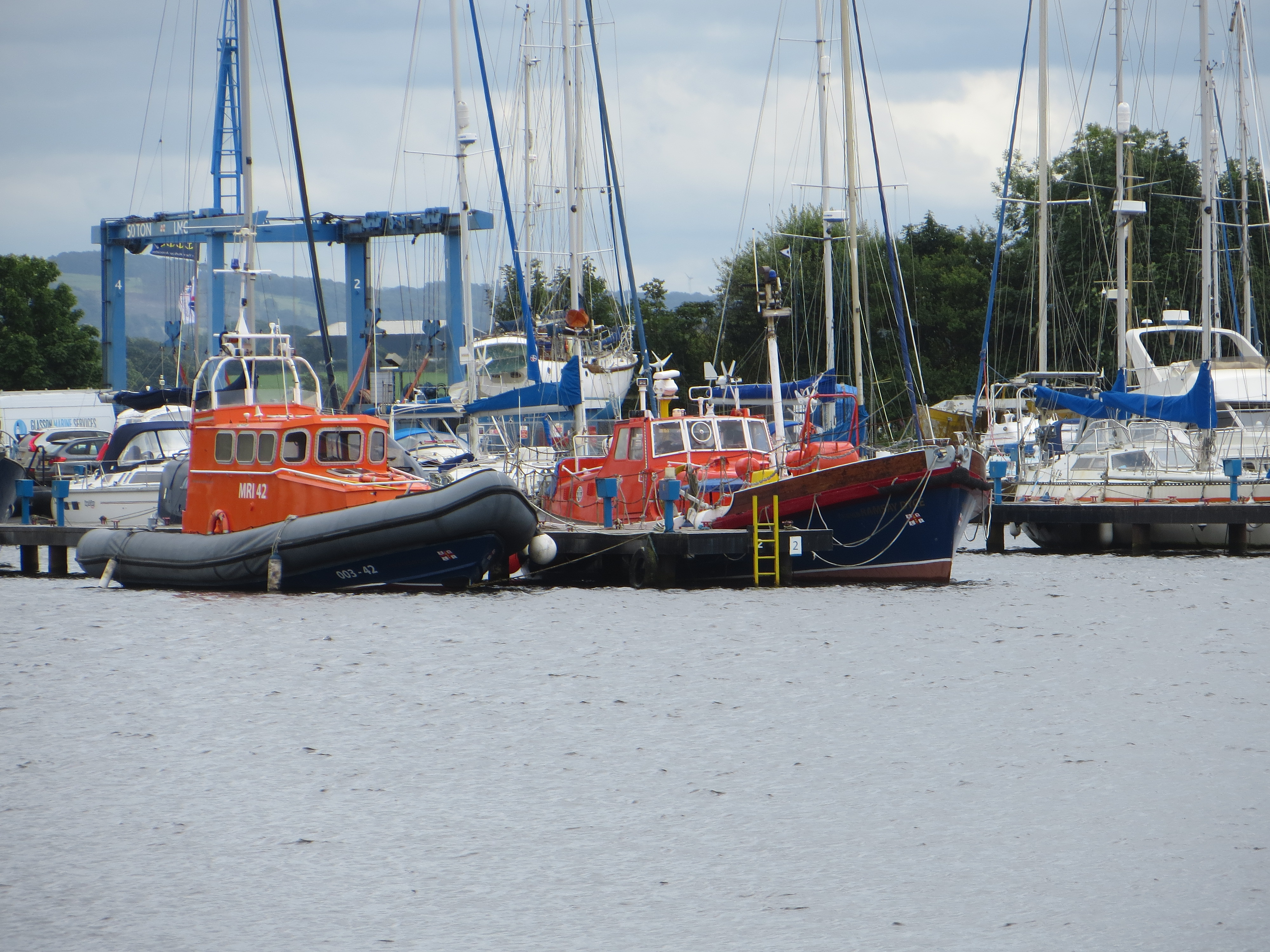
Vorbild: RNLI Medina-Class Boot (links)

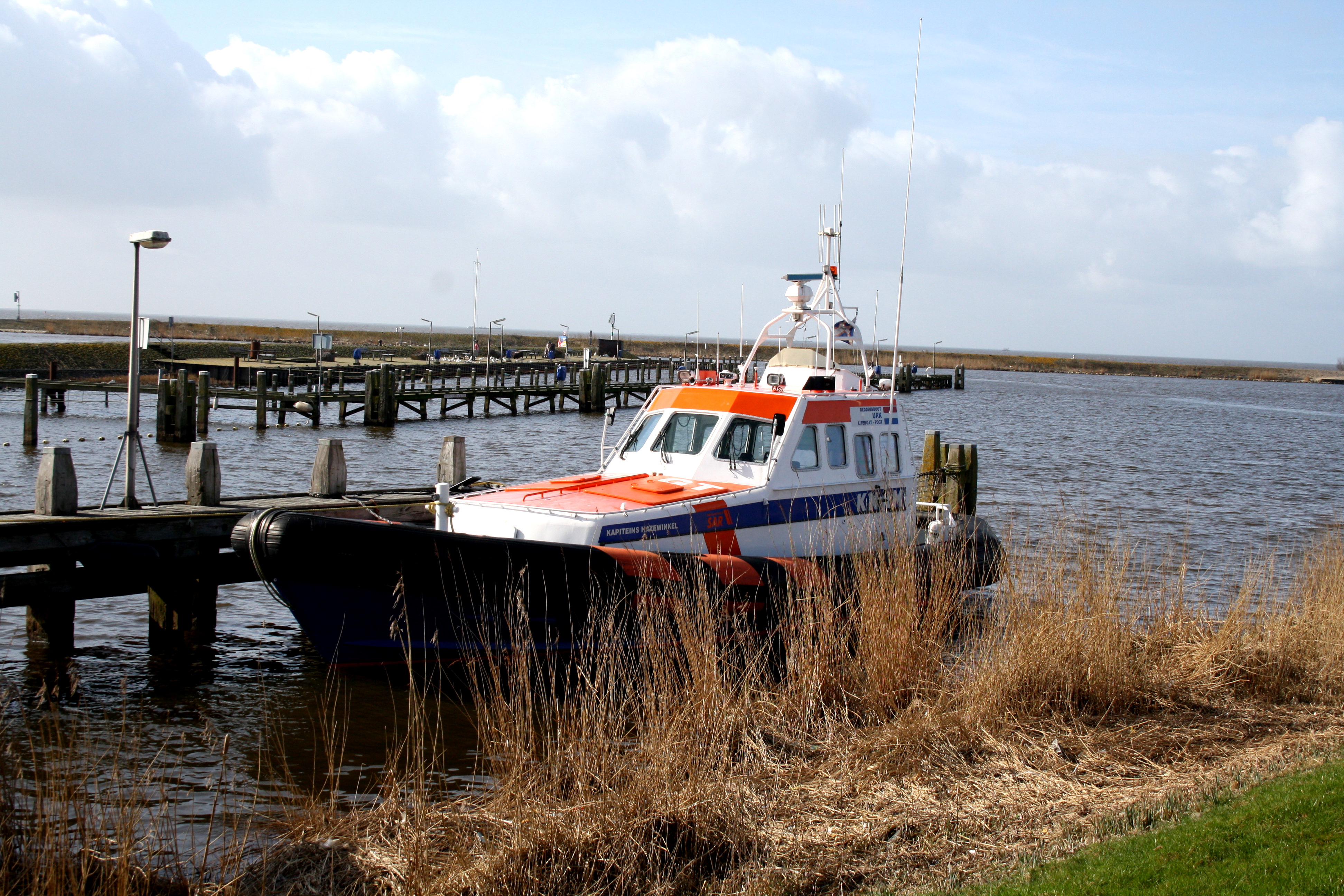
Die KAPITAEINS HAZEWINKEL in Urk

## Einsatz
Ursprünglich war die Johannes-Frederik-Klasse auch dafür vorgesehen, um vom Strand aus in See gesetzt werden zu können. Aber dafür erwies sich das Schiff als zu lang und zu schwer, sodass es nur auf Stationen mit Hafeninfrastruktur stationiert werden konnte. In der Folge wurde zu diesem Zweck die Valentijn-Klasse entwickelt, von der 11 Boote ab 1990 in Dienst gestellt wurden.
Die Allwetter-Einsatzfähigkeit konnte unter Beweis gestellt werden. Die hohe Geschwindigkeit von mehr als 30 Knoten birgt auch bei Windstärken von 10 bis 12 eine gute Sicherheitsreserve gegenüber den dabei herrschenden Wellengeschwindigkeiten von circa 25 Knoten. Dadurch gelingt es jederzeit vor den Wellen zu bleiben und nicht zu surfen, wodurch das Boot unkontrollierbar werden würde.
Die Hochseefähigkeit der neuen Boote zeigte sich 1995 bei dem Hilfseinsatz für die Alfried Krupp der DGzRS. Die Jan van Engelenburg, damals auf Terschelling stationiert, kenterte im schweren Sturm und konnte sich dank der Fähigkeit zur Selbstaufrichtung wieder in die korrekte Schwimmlage bringen. Die Besatzung brachte sich und das Boot unversehrt zurück.
Im Einsatz zeigte sich eine Einschränkung für den Allwettereinsatz durch die zu geringe Tankkapazität. Bei „voller Kraft voraus“ konnten nur Einsatzzeiten von 4,5 Stunden (ca. 150 Seemeilen) erreicht werden, was für lange Sucheinsätze auf See als nicht ausreichend angesehen wurde. In der Folge wurde die Arie-Visser-Klasse konzipiert, um diesen Nachteil zu beseitigen und die Reichweite dem niederländischen SAR-Überwachungsgebiet auf der Nordsee anzupassen. Mit der Indienststellung dieser neuen Klasse ab 1999 wurden die Boote der Johannes-Frederik-Klasse an den Stationen der Nordsee abgelöst (siehe Spalte Bemerkungen) und auf weniger exponierte Stationen verlegt.
Als erstes Schiff wurde das Typschiff im Jahr 2006 außer Dienst gestellt und anschließend verkauft. Gleiches erfuhr die PRINSES MAGRIET 2010, die später nach Belgien verkauft wurde. Das Boot CHRISTIEN lag lange Zeit als Reserve in IJmuiden und wurde 2017 ausgeschlachtet und dient heute als Ausstellungsstück in Stellendam. Beispielsweise wurden die Motoren aufgrund ihrer geringeren Laufzeit in die JAN VAN ENGELENBURG eingebaut. Die DORUS RIJKERS liegt als Reserve in Den Helder und kommt bei Revisionen der Arie-Visser-Boote zum Einsatz.

## Boote der Johannes-Frederik-Klasse
| Name                 | Rufzeichen                                      | in Dienst                                       | Station                                         | Bemerkung                                       |
| -------------------- | ----------------------------------------------- | ----------------------------------------------- | ----------------------------------------------- | ----------------------------------------------- |
| KAPITEINS HAZEWINKEL | PDGT                                            | seit 2008                                       | Urk                                             |                                                 |
| KAPITEINS HAZEWINKEL |                                                 | 2006 → 2008                                     | Reserve                                         | Liegeplatz?                                     |
| KAPITEINS HAZEWINKEL |                                                 | 1997 → 2006                                     | Hoek van Holland                                | abgelöst von JEANNINE PARQUI                    |
| DORUS RIJKERS        | PDBC                                            | seit 2006                                       | Reserve                                         | Liegeplatz Den Helder                           |
| DORUS RIJKERS        |                                                 | 1997 → 2006                                     | Den Helder                                      | abgelöst von JOKE DIJKSTRA                      |
| JAN EN TITIA VISSER  | PFAF                                            | seit 1999                                       | Eemshaven                                       |                                                 |
| JAN EN TITIA VISSER  |                                                 | 1996–1999                                       | Schiermonnikoog                                 | abgelöst von KONING WILLEM I                    |
| GRAAF VAN BYLANDT    | PEJS                                            | seit 2002                                       | Vlieland                                        |                                                 |
| GRAAF VAN BYLANDT    |                                                 | 1996 → 2002                                     | Burghsluis                                      | abgelöst von KOOPMANSDANK                       |
| JAN VAN ENGELENBURG  | PFAA                                            | seit 2008                                       | Hansweert                                       |                                                 |
| JAN VAN ENGELENBURG  |                                                 | 1999 → 2008                                     | Scheveningen                                    | abgelöst von KITTY ROOSMALE NEPVEU              |
| JAN VAN ENGELENBURG  |                                                 | 1990 → 1999                                     | Terschelling                                    | abgelöst von ARIE VISSER                        |
| außer Dienst         |                                                 |                                                 |                                                 |                                                 |
| CHRISTIEN            |                                                 | 2017                                            | Landaufstellung                                 | Seehundauffangstation Stellendam                |
| CHRISTIEN            | PDKA                                            | 2002 → 2017                                     | Reserve                                         | Liegeplatz IJmuiden                             |
| CHRISTIEN            |                                                 | 1993 → 2003                                     | IJmuiden                                        | abgelöst von KOOS VAN MESSEL                    |
| PRINSES MAGRIET      |                                                 | 2010                                            | verkauft                                        | nach Belgien an VBZR                            |
| PRINSES MAGRIET      | PGVG                                            | 2000 → 2009                                     | Stellendam                                      | abgelöst von ANTOINETTE                         |
| PRINSES MAGRIET      |                                                 | 1990 → 2000                                     | Breskens                                        | abgelöst von ZEEMANNHOOP                        |
| JOHANNES FREDERIK    |                                                 | 2006                                            | verkauft                                        |                                                 |
| JOHANNES FREDERIK    | PFFZ                                            | 1988 → 2004                                     | Ameland                                         | abgelöst von ANNA MARGARETHA                    |
| Stand @ 2018         | Die Namen der dienstbereiten Boote sind in fett | Die Namen der dienstbereiten Boote sind in fett | Die Namen der dienstbereiten Boote sind in fett | Die Namen der dienstbereiten Boote sind in fett |

Die Boote sind wie bei der KNRM üblich in ständiger Bereitschaft nach dem Motto der KNRM: Menschen retten – schnell, professionell und kostenlos. Die Besatzung besteht aus Freiwilligen, die nach Alarmierung in 15 Minuten bereit sind zum Auslaufen. Für die SAR-Operationen sind die Schiffe mit den aktuellen Geräten für Kommunikation und Navigation/Satellitennavigation ausgestattet wie z. B. Radar, NAVTEX, GPS, DGPS, AIS und Tiefenmesser für Flachwasser. Zur eigenen Sicherheit sind eine Notfunkbake (EPIRB) und ein Search and Rescue Radar Transponder (SART) an Bord. Für Hilfeleistungen ist ein fest verankerter Schlepphaken im Heck vorhanden und es wird eine Ausrüstung zur medizinischen Erstversorgung mitgeführt.

## In anderen Ländern

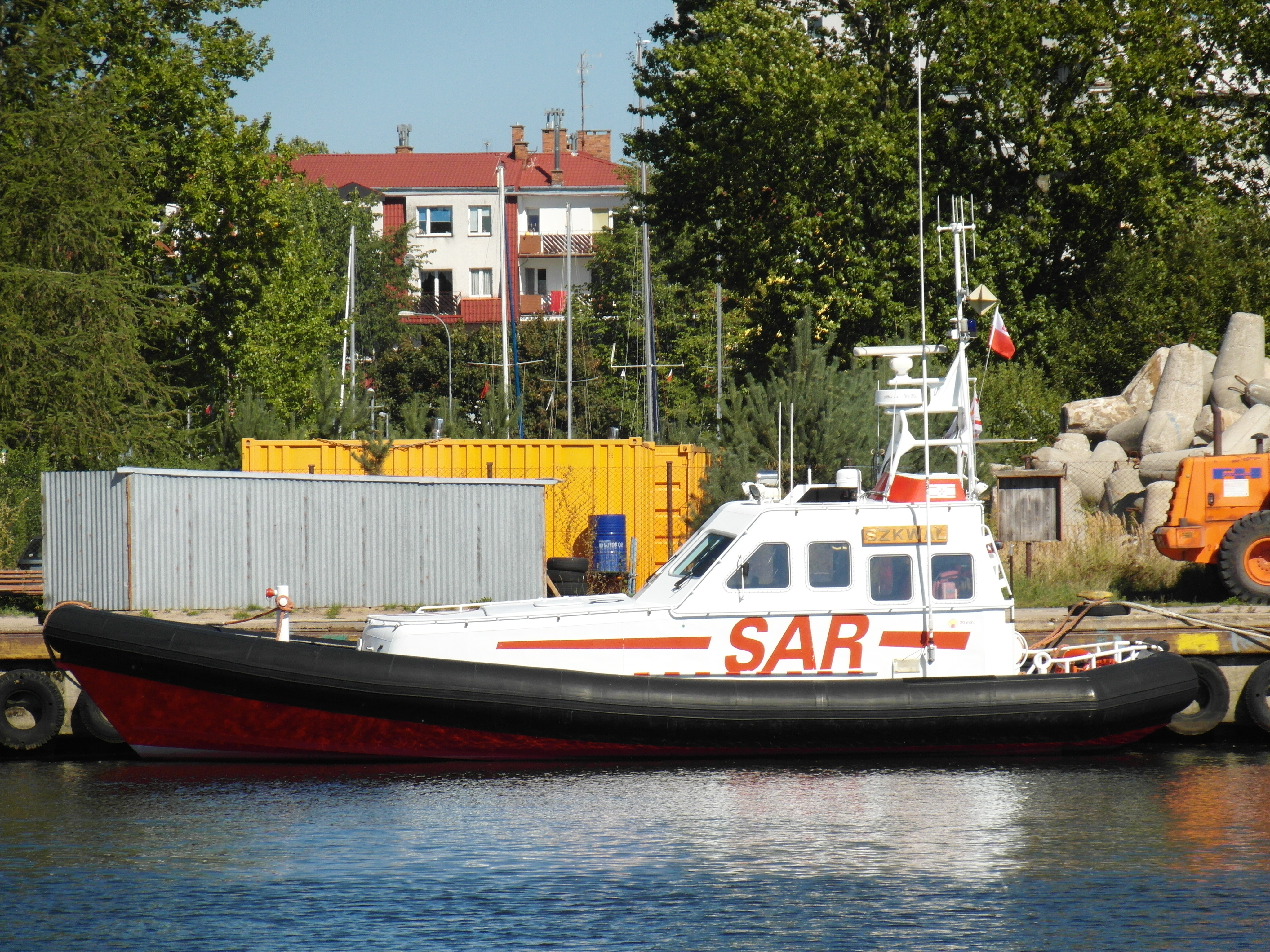
Szkwał der MSPiR (Polen)

Boote der Johannes-Fredrik-Klasse sind auch in Polen im Einsatz. Ab 1997 erhielt die MSPiR von der Damen Werft in Gdynia sieben Schiffe vom Typ SAR-1500.
In Belgien kaufte 2010 der freiwillige Seerettungsdienst in Blankenberge (Vrijwillige Blankenbergse Zeereddingsdienst VBZR) von der KNRM das außer Dienst gestellte Boot Prinses Magriet. Es wurde umbenannt in Straffe Hendrik.